# Zanola harpis
Zanola harpis är en fjärilsart som beskrevs av Druce. Zanola harpis ingår i släktet Zanola och familjen silkesspinnare. Inga underarter finns listade i Catalogue of Life.